# 沃尔考伊·阿格奈什
沃尔考伊·阿格奈什（匈牙利語：Valkai Ágnes，1981年2月27日—），匈牙利女子水球运动员。她曾代表匈牙利国家队参加2004年和2008年夏季奥林匹克运动会水球比赛，其中2008年奥运会获得第四名，2004年奥运会则获得第六名。